# Poster
Poster (z angličtiny česky: „plakát“) je plakát většího rozměru (A0, B0, …) používaný k prezentaci výzkumu nebo výzkumného projektu. Funkcí posteru je zaujmout a přitáhnout pozornost posluchačů. Posterů se využívá při prezentaci projektu či odborné studie. V rámci některých konferencí se provádí i tzv. diskuse nad postery, kdy každý jedinec nebo tým jmenovaný na posteru je k dispozici k diskusi či dotazům účastníků.

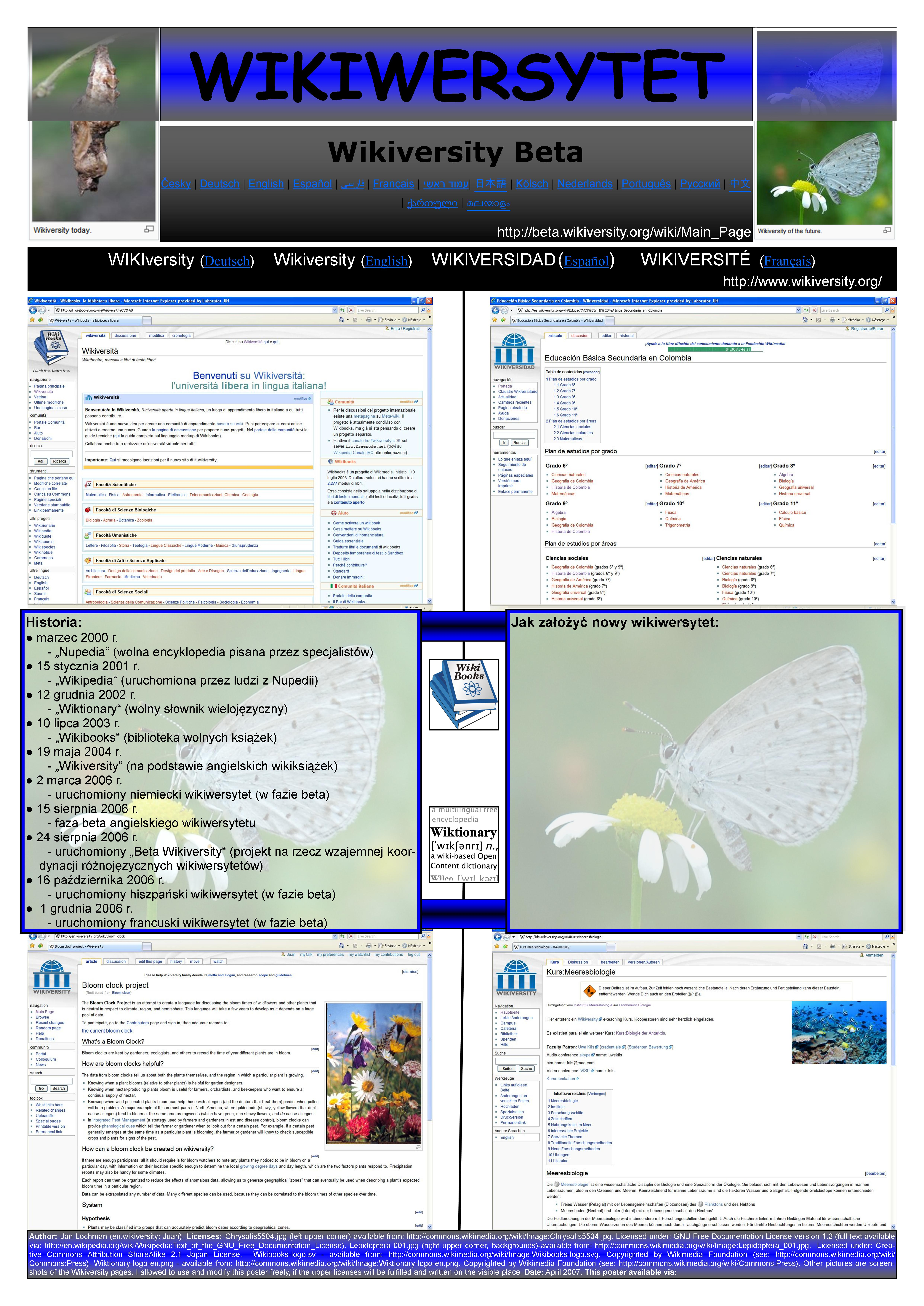
Poster na téma „Wikiverzita“ v polštině

Postery na rozdíl od vědeckých článků nejsou recenzovány a mohou mít též naučnou funkci.